# 蔣超
蔣超（1624年—1673年），字虎臣，号綏庵，自号华阳山人，江南镇江府金坛县人，清初学者、官员、书法家、佛教居士。

## 生平
蒋超自幼好学，是顺治二年（1656年）乙酉科江南乡试举人，顺治四年（1647年）丁亥科一甲第三名进士（探花）。授翰林院编修，顺治八年（1651年）任浙江乡试正考官，顺治十二年（1655年）任顺天学政，升修撰，康熙初年引疾告归，过家乡而不返，遍遊名山大川，隐居于四川峨嵋山伏虎寺。康熙十二年（1673年）正月，在寺中去世。当地官员为其出资，扶柩归乡下葬。文人施閏章为其撰写墓誌銘。
蔣超善詩文，工書法，但不多墨跡得以留存。

## 家族
曾祖蔣漪；祖父蔣應祿；父蔣鳴玉，崇禎十年進士，入清官至山東按察司僉事、分巡兗東。

## 著作
著有《綏庵集》、《綏庵詩稿》、《峨嵋山志》等。
徐世昌《晚晴簃诗汇》选有其诗作三首：
- 《文殊院》

紫玉屏风敬佛筵，诸峰如笏上青天。
偶来山寺空无主，惊起白猿松际眠。
- 《春日郊行有感》

糁绿嫣红郭外稠，花开不待客登楼。
穗头鹤发黄扉客，多少青春是梦游。
- 《金陵旧院》

锦绣歌残翠黛尘，楼台已尽曲池湮，
荒园一种瓢儿菜，独占秦淮旧日春。

## 軼事
蒲松齡所著之《聊齋誌異》中，有一篇《蔣太史》，即述其事。